# Ранелаг
Ранелаг (исп. Ranelagh) — город в Аргентине в провинции Буэнос-Айрес. Часть агломерации Большой Буэнос-Айрес.

## История
В 1911 году здесь прошла железная дорога, и была построена железнодорожная станция «Ранелаг», названная так в честь ирландского дворянина виконта Ренела, создавшего в 1742 году Сады Ренела в лондонском Челси. Первые домики основанного тогда в этих местах поселения также были построены в английском стиле. В начале 1920-х для повышения стоимости земли в этих местах было создано поле для гольфа.
В 1960 году был образован муниципалитет Берасатеги, и поселение вошло в его состав. В 1967 году оно получило статус города.